# فرودگاه صحرایی مار
فرودگاه صحرایی مار (به انگلیسی: Marr Field) یک فرودگاه خصوصی است که یک باند فرود چمن دارد و طول باند آن ۵۷۹ متر است. این فرودگاه در شهر منموته، اورگن کشور ایالات متحده آمریکا قرار دارد و در ارتفاع ۸۳ متری از سطح دریا واقع شده‌است.